# Canal de la Mona
Pour les articles homonymes, voir Mona.
Le canal de la Mona est un détroit des Antilles qui sépare les îles de Porto Rico et d'Hispaniola et relie l'océan Atlantique à la mer des Caraïbes.
Il a une largeur d'environ 140 km.
Le canal de la Mona est un passage important sur la route maritime entre la façade atlantique des États-Unis et le canal de Panama.